# Акантозавр зелений
Акантозавр зелений (Acanthosaura capra) — представник роду акантозаврів з родини агамових. Інша назва «гірський акантозавр».

## Опис
Загальна довжина сягає 30-38 см. Самки масивніші, ніж самці. Над очима розташована одна пара загостреної луски, яка нагадує роги. На шиї та на спині уздовж хребта тягнуться гребені з декількох рядків збільшеної загостреної луски. Середній рядок лусок потиличного гребеня дуже високий, ця луска сплощена, ланцетоподібна, розширена в основі. Між потиличним й спинним гребенями є виражений проміжок. 
Колір шкіри коливається від світло-зеленого або оливкового до темно-коричневого. Часто помітний малюнок з дрібних темних або світлих плям неправильної форми. Горлова торба іржаво-червоного кольору, яка при розширені стає жовтою. Сплячий акантозавр забарвлюється у жовті тони.

## Спосіб життя
Полюбляє дощові тропічні ліси у горах. Активний вдень. Харчується безхребетними. 
Це яйцекладна ящірка. Самиця відкладає до 19 яєць.

## Розповсюдження
Мешкає у В'єтнамі, Камбоджі та Лаосі. 